# Aigen im Ennstal
Aigen im Ennstal ist eine Gemeinde mit 2715 Einwohnern (Stand 1. Jänner 2024) im Bezirk Liezen und Gerichtsbezirk Liezen in der Steiermark.

## Geografie
Aigen im Ennstal liegt im Steirischen Ennstal rechts (südlich der Enns), circa 10 km südwestlich von Liezen, direkt gegenüber der Einmündung des Hinterbergtals (vom Ausseerland) in das Ennstal. Nordwestlich erhebt sich beherrschend der Grimming, dahinter links die Südflanke des Dachsteinmassivs. Nordöstlich erstreckt sich das Tote Gebirge, und in der Ferne die Gesäuseberge.
Südlich gehören die Berge zu den Rottenmanner Tauern. Das Aigner Gemeindegebiet ist der Taleingang der Gulling, erstreckt sich im Norden bis an die Enns (mit einem kleinen Flurstück sogar auf die andere Ennsseite), und umfasst im Süden die untere Gulling und dann die Berge links des Tals – das Gullingtal selbst gehört zu Rottenmann.
Im Gemeindegebiet liegt beherrschend westlich (taleinwärts) der Kulm (918 m ü. A.), ein Inselberg des Ennstals, und dahinter der Putterersee.

### Klima
|                        | Jan  | Feb  | Mär  | Apr  | Mai  | Jun  | Jul  | Aug  | Sep  | Okt  | Nov  | Dez  |   |      |
| Mittl. Temperatur (°C) | −3,9 | −1,8 | 2,6  | 7,0  | 12,1 | 15,2 | 17,0 | 16,2 | 12,1 | 7,4  | 1,9  | −2,7 | ⌀ | 7    |
| Mittl. Tagesmax. (°C)  | 0,8  | 3,7  | 8,7  | 14,2 | 19,3 | 21,9 | 24,0 | 23,4 | 19,2 | 14,1 | 6,7  | 1,3  | ⌀ | 13,2 |
| Mittl. Tagesmin. (°C)  | −7,7 | −5,9 | −1,7 | 1,7  | 6,2  | 9,7  | 11,5 | 11,0 | 7,4  | 2,9  | −1,5 | −6,0 | ⌀ | 2,3  |
|                        |      |      |      |      |      |      |      |      |      |      |      |      |   |      |
| Niederschlag (mm)      | 62   | 49   | 75   | 52   | 84   | 124  | 137  | 124  | 92   | 65   | 61   | 65   | Σ | 990  |
|                        |      |      |      |      |      |      |      |      |      |      |      |      |   |      |
| Luftfeuchtigkeit (%)   | 76,2 | 66,2 | 58,3 | 50,9 | 52,2 | 54,4 | 55,1 | 56,8 | 58,8 | 62,9 | 71,1 | 78,5 | ⌀ | 61,8 |

| −7,7 |

| −5,9 |

| −1,7 |

| 1,7 |

| 6,2 |

| 9,7 |

| 11,5 |

| 11,0 |

| 7,4 |

| 2,9 |

| −1,5 |

| −6,0 |

| −7,7 |

| −5,9 |

| −1,7 |

| 1,7 |

| 6,2 |

| 9,7 |

| 11,5 |

| 11,0 |

| 7,4 |

| 2,9 |

| −1,5 |

| −6,0 |

### Gemeindegliederung
Das Gemeindegebiet umfasst 15 Ortschaften (in Klammern Einwohnerzahl Stand 1. Jänner 2024):
- Aich (104)
- Aigen im Ennstal (397)
- Aiglern (13)
- Fischern (31)
- Gatschen (211)
- Hohenberg (163)
- Ketten (427)
- Lantschern (464)
- Mitteregg (1)
- Quilk (49)
- Ritzmannsdorf (127)
- Sallaberg (290)
- Schlattham (238)
- Tachenberg (143)
- Vorberg (57)

Die Gemeinde besteht aus fünf Katastralgemeinden
- Aigen
- Gatschen
- Ketten
- Lantschern
- Vorberg

Statistisch gliedert sich die Gemeinde in die Zählsprengel Aigen-Talgebiet und Aigen-Bergland.

### Nachbargemeinden
| Stainach-Pürgg         | Wörschach                                   | Liezen ∗ Lassing |
| Irdning-Donnersbachtal | Kompassrose, die auf Nachbargemeinden zeigt |                  |
|                        |                                             | Rottenmann       |

∗ Liezen grenzt nur ein kurzes Stück jenseits der Enns an.

## Kultur und Sehenswürdigkeiten

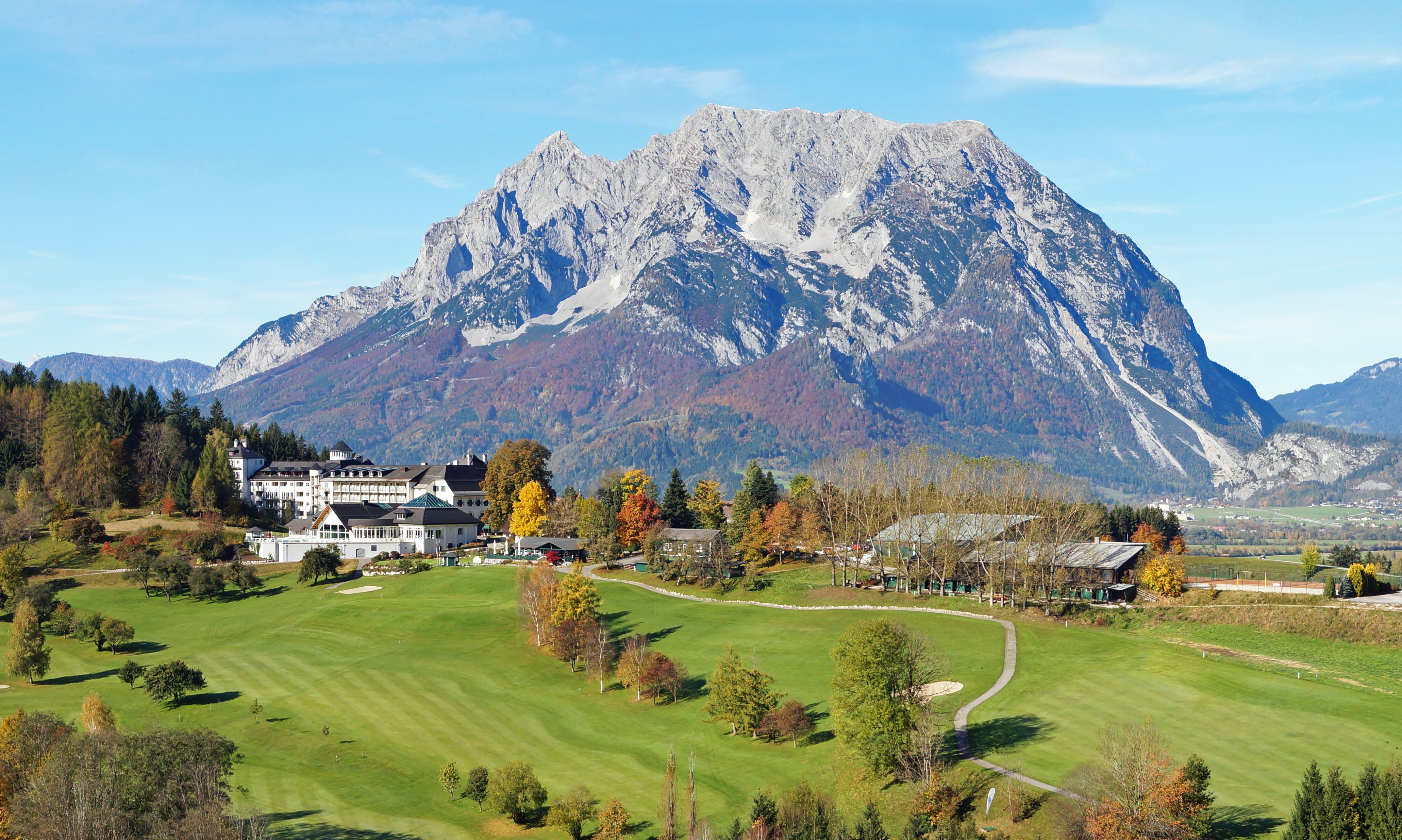
Schloss Pichlarn

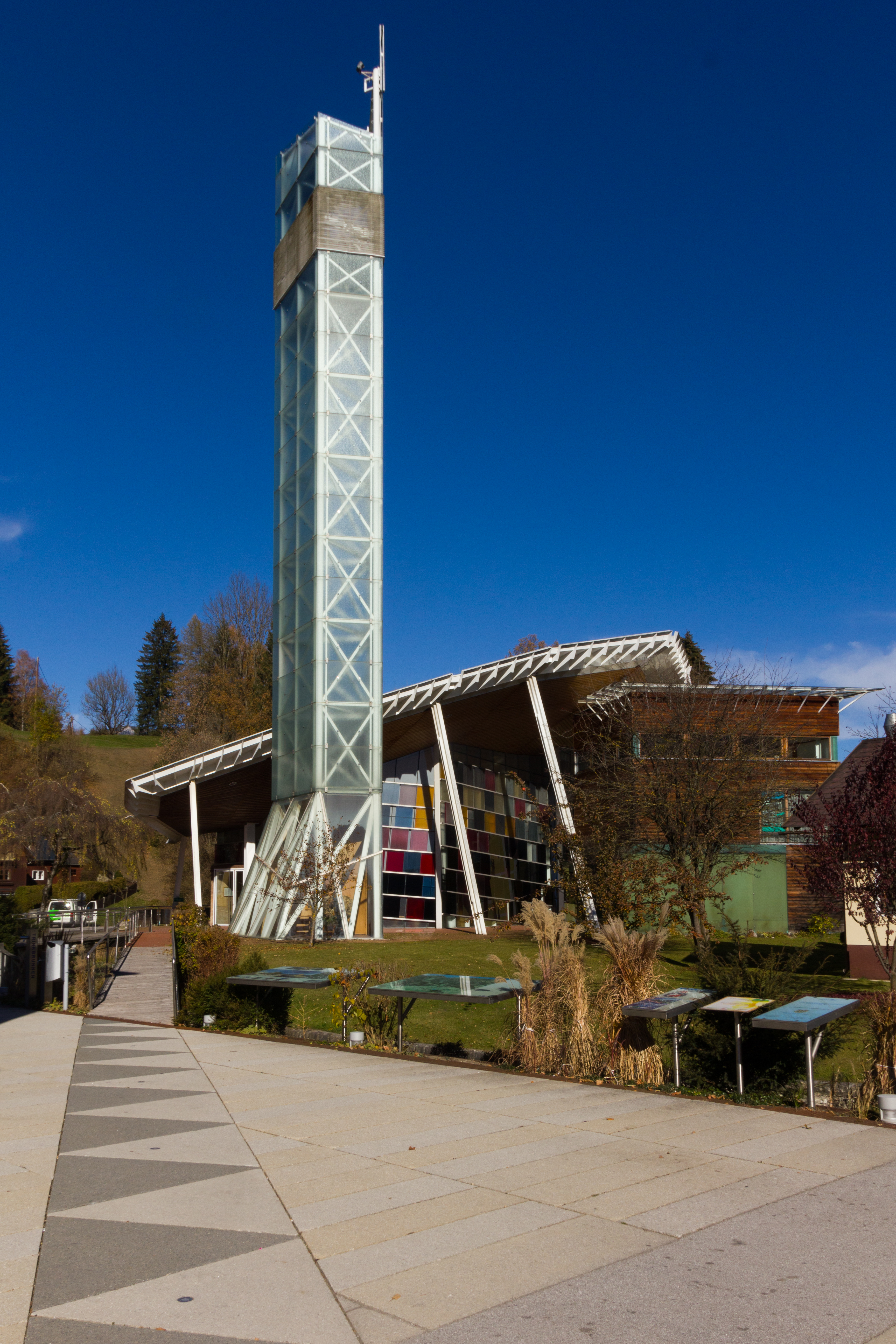
Filialkirche Aigen im Ennstal

- Der Inselberg Kulm bei Aigen wird mit seinen Gräberfeldern als Zentralort des prähistorischen Ostalpenraumes und damit des frühzeitlichen Salzhandels angenommen. Auf ihm befindet sich die romanische Johanneskapelle.
- Das Schloss Pichlarn, anfangs ab um 1009 herrschaftlich bis zur Mitte des 12. Jahrhunderts, dann klösterlich mit dem Stift Admont, wird heute als gehobenes Hotel mit einem Golfplatz genutzt.
- Das Puttererschloss als mittelalterlicher wehrhafter Hof steht auf einer Anhöhe über dem Putterersee.
- Die Filialkirche Aigen im Ennstal wurde von 1990 bis 1992 nach Plänen des Architekten Volker Giencke an der Durchfahrtsstraße des Ortes Aigen errichtet.

## Wirtschaft und Infrastruktur
- Laut Arbeitsstättenzählung 2001 gibt es 89 Arbeitsstätten mit 863 Beschäftigten in der Gemeinde sowie 741 Auspendler und 707 Einpendler. Es gibt 120 land- und forstwirtschaftliche Betriebe (davon 62 im Haupterwerb), die zusammen 7.295 ha bewirtschaften (Stand 1999).
- Tourismus: Die Gemeinde bildet gemeinsam mit Irdning-Donnersbachtal und Wörschach den Tourismusverband „Grimming-Donnersbachtal“. Dessen Sitz ist in Irdning.[2]

### Öffentliche Einrichtungen
Nördlich des Ortes ist der Fliegerhorst Fiala Fernbrugg der Luftstreitkräfte des österreichischen Bundesheeres angesiedelt.

### Bildung
- Kindergarten
- Volksschule
- Die Landesberufsschule wurde geschlossen (Leerstandsgebäude)

## Politik
Der Gemeinderat hat 15 Mitglieder.
- Nach den Gemeinderatswahlen in der Steiermark 2000 hatte der Gemeinderat folgende Verteilung: 8 ÖVP, 1 SPÖ, 1 FPÖ und 1 Aigen 2000.
- Nach den Gemeinderatswahlen 2005 hatte der Gemeinderat folgende Verteilung: 10 ÖVP, 4 SPÖ und 1 FPÖ.[3]
- Nach den Gemeinderatswahlen 2010 hatte der Gemeinderat folgende Verteilung: 9 ÖVP, 4 SPÖ und 2 FPÖ.[4]
- Nach den Gemeinderatswahlen 2015 hatte der Gemeinderat folgende Verteilung: 10 ÖVP, 3 SPÖ und 2 FPÖ.[5]
- Nach den Gemeinderatswahlen 2020 hat der Gemeinderat folgende Verteilung: 8 ÖVP, 4 Gemeinsam für Aigen und 3 SPÖ.[6]

### Bürgermeister
- bis 1977 Franz Pehab (SPÖ)
- 1977–? Walter Kleewein (ÖVP)
- ?–2000 Johann Häusler (ÖVP)
- 2000–2020 Raimund Hager (ÖVP)[7][8]
- 2020–2022 Walter Kanduth (ÖVP)
- seit 2022 Thomas Klingler (ÖVP)[9]

### Wappen
Blasonierung (Wappenbeschreibung):
„In goldenem Schild ein mit drei hintereinander gereihten naturfarbenen Butterwecken belegter schwarzer Schrägrechtsbalken, links oben von einem blauen fliegenden Vogel, rechts unten von einem grünen Nadelbaum begleitet.“
Die Verleihung des Gemeindewappens erfolgte am 9. November 1959 mit Wirkung vom 1. Dezember 1959.

## Persönlichkeiten
Ehrenbürger der Gemeinde
- 1909: Ferdinand von Pantz (1868–1933), Politiker, Abgeordneter zum Reichsrat 1907–1918, Mitglied der Provisorischen Nationalversammlung 1918–1919
- 1924: Johann Greimel (1838–1926), Altbürgermeister
- 1924: Josef Schweiger, Altbürgermeister
- 1932: Johann Greimel, Altbürgermeister
- 1957: Josef Wagner (1888–1969), Oberlehrer
- 1963: Fritz Matzner (1896–1972), Landeshauptmann-Stellvertreter
- 1974: Fritz Ries (1907–1977), Industrieller
- Adolf Troinko (1858–1931), Oberlehrer

Söhne der Gemeinde
- Friedrich Freiherr von Mondel (1821–1886), General
- Johann Schiestl senior (1915–2004), Fremdenverkehrspionier der Gemeinde Aigen[11]
- Josef Schiestl (* 1947), Buchautor, Künstler, Gastronomiefachmann; Betreiber des Aigner KunstgARTen[12]
- Herbert Luidolt (* 1959), Bogenschütze
- Christian Salfellner (* 1965), Schlagzeuger des Modern Jazz
- Mario Schupfer (* 1977), Militärpilot

## Trivia
Der Film Agenten sterben einsam aus 1968 wurde teilweise in Aigen im Ennstal gedreht.